# ヘンドリック・モータースポーツ
ヘンドリック・モータースポーツ（Hendrick Motorsports, HMS）は、アメリカ合衆国のストックカーレーシングチーム。
1984年設立。ノースカロライナ州シャーロットに本拠地を置き、モンスターエナジー・NASCARカップ・シリーズを主戦場としている。1995年のジェフ・ゴードンを初めとして計13回のカップシリーズチャンピオンを獲得している強豪チームである。
チーム創設より一貫してシボレーを使用している。NASCARカップシリーズにおいてチーム・ペンスキー（フォード）、ジョー・ギブス・レーシング（トヨタ）と並ぶ有力チームである。

## 歴史
1984年、リック・ヘンドリックにより「オールスターレーシング」の名で設立される。
1995年、ジェフ・ゴードンがウィンストンカップ・シリーズの年間チャンピオンを獲得。
1996年、テリー・ラボンテがウィンストンカップ・シリーズの年間チャンピオンを獲得。
1997年、ジェフ・ゴードンが2回目となるウィンストンカップ・シリーズの年間チャンピオンを獲得。
1998年、ジェフ・ゴードンが3回目となるウィンストンカップ・シリーズの年間チャンピオンを獲得。
2001年、ジェフ・ゴードンが4回目となるウィンストンカップ・シリーズの年間チャンピオンを獲得。
2006年、ジミー・ジョンソンがスプリントカップ・シリーズの年間チャンピオンを獲得。ジョンソンは、以降2010年までの5年間連続でチャンピオンを獲得する。
2013年、ジミー・ジョンソンが6回目となるスプリントカップ・シリーズのチャンピオンを獲得した。
2016年、ジミー・ジョンソンが最終戦ホームステッド・マイアミにて勝利。リチャード・ペティ、デイル・アーンハートと並ぶカップ戦最多となる7度目のチャンピオンを獲得した。
2020年、チェイス・エリオットがキャリア初のチャンピオンシップ4に進出し、最終戦フェニックスにて勝利。父、ビル・エリオットと歴代親子カップチャンピオン3組目となり、歴代3番めに若いチャンピオンになった（当時24歳）。

## ドライバー

### NASCARカップ・シリーズ

#### 現在（2024年）
- No.  5 カイル・ラーソン　（2021年-）、ジャスティン・アルガイヤー（英語版）（2020年、2024年 - ）
- No.09 チェイス・エリオット（2015年[注 1], 2016年 - ）
- No.24 ウィリアム・バイロン（英語版） （2018年 - ）
- No.48 アレックス・ボウマン（英語版）（2016年[注 2]、2018年 - ）

#### 過去の所属ドライバー
- ジョフ・ボダイン（英語版） （1984年 - 1989年）
- リッキー・ラッド（英語版） （1990年 - 1993年）
- テリー・ラボンテ（英語版） （1994年 - 2004年）
- カイル・ブッシュ （2005年 - 2007年）
- ケイシー・メアーズ （2007年 - 2008年）
- マーク・マーティン（英語版） （2009年 - 2011年）
- ケイシー・ケイン（英語版） （2012年 - 2017年）
- ジェフ・ゴードン （1992年 - 2015年, 2016年[注 2]）
- ティム・リッチモンド（英語版） （1986年 - 1987年）
- ケン・シュレーダー（英語版） （1988年 - 1996年）
- リッキー・クレイヴン（英語版）（1997年 - 1998年）
- トッド・ボダイン（英語版）　（1997年[注 1]）
- ジャック・スプレイグ（英語版） （1997年[注 1], 2002年[注 1]）
- ランディ・ラジョーイ（英語版） （1998年[注 1]）
- ウォリー・ダレンバック・ジュニア（英語版） （1998年 - 1999年）
- ジェリー・ナデュー（英語版） （2000年 - 2002年）
- ジョー・ネメチェク（英語版） （2002年 - 2003年）
- ブライアン・ヴィッカーズ（英語版） （2003年 - 2006年）
- ブラッド・ケセロウスキー （2008年 - 2009年[注 1]）
- デイル・アーンハート・ジュニア （2008年 - 2017年）
- リーガン・スミス （2008年[注 1]）
- ジミー・ジョンソン　（2001年-2020年）

## NASCARチャンピオンシップ
- 1995年 - ジェフ・ゴードン（No.24, シボレー） ウィンストンカップ・シリーズ[1]
- 1996年 - テリー・ラボンテ（英語版）（No.5, シボレー） ウィンストンカップ・シリーズ[2]
- 1997年 - ジェフ・ゴードン（No.24, シボレー） ウィンストンカップ・シリーズ[3]（2回目）
- 1997年 - ジャック・スプレイグ（英語版）（No.24, シボレー） クラフツマン・トラック・シリーズ[4]
- 1998年 - ジェフ・ゴードン（No.24, シボレー） ウィンストンカップ・シリーズ[5]（3回目）
- 1999年 - ジャック・スプレイグ（No.24, シボレー） クラフツマン・トラック・シリーズ[6]（2回目）
- 2001年 - ジェフ・ゴードン（No.24, シボレー） ウィンストンカップ・シリーズ[7]（4回目）
- 2001年 - ジャック・スプレイグ（No.24, シボレー） クラフツマン・トラック・シリーズ[8]（3回目）
- 2003年 - ブライアン・ヴィッカーズ（英語版）（No.5, シボレー） ブッシュ・グランド・ナショナル・シリーズ[9]
- 2006年 - ジミー・ジョンソン（No.48, シボレー） スプリントカップ・シリーズ[10]
- 2007年 - ジミー・ジョンソン（No.48, シボレー） スプリントカップ・シリーズ[11]（2回目）
- 2008年 - ジミー・ジョンソン（No.48, シボレー） スプリントカップ・シリーズ[12]（3回目）
- 2009年 - ジミー・ジョンソン（No.48, シボレー） スプリントカップ・シリーズ[13]（4回目）
- 2010年 - ジミー・ジョンソン（No.48, シボレー） スプリントカップ・シリーズ[14]（5回目）
- 2013年 - ジミー・ジョンソン（No.48, シボレー） スプリントカップ・シリーズ[15]（6回目）
- 2016年 - ジミー・ジョンソン（No.48, シボレー） スプリントカップ・シリーズ[16]（7回目）
- 2020年 - チェイス・エリオット（No. 9, シボレー）NASCARカップ・シリーズ
- 2021年 - カイル・ラーソン（No. 5, シボレー）NASCARカップ・シリーズ